# 猿飛佐助
猿飛佐助，為日本於第二次世界大戰之前的大正時代，由「立川文庫」出版的小說虛構英雄。以上月佐助這個角色為基礎所創作出來的人物。亦有傳說實際上真有這個人。其擅長使用忍術，為有名的忍者。一名幸吉。
根據小說中的描述，他是一位居住在信濃鳥居山麓的鄉士鷲尾佐太夫之子。小時候在信濃戶隱山間和猿猴遊玩時，由戶澤白雲齋收留為弟子。雖然是甲賀流的忍者卻從未有在甲賀郡修行過的經驗。之後仕奉真田幸村、以真田十勇士中最有名的角色為人所知。和他難分軒輊的另一個角色是霧隱才藏。傳說大坂夏之陣後隨著幸村隱居至薩摩。
之後有關忍者的文學創作、漫畫、動畫，多半有借用猿飛佐助一名重新創造的新角色。
因為「立川文庫」的原作者是愛媛縣今治市出身的山田阿鐵，今治車站前現有猿飛佐助的銅像。

## 大眾文化
- 「漫畫猿飛佐助」從1979年～1980年東京12頻道（現東京電視台）播映。但是，「東京電視台20年史」只單單介紹「猿飛佐助」而已。
- 「鬼眼狂刀」2002年
- 「新釋 戰國英雄傳說 真田十勇士 The Animation」2005年
- 「MUSASHI -GUN道-」（Monkey Punch）2005年
- 「火影忍者」三代火影猿飛蒜山之父
- 「戰國」
- 「戰國BASARA」
- 「GATE 7 七號閘門」
- 「靈異陰陽錄」2012年
- 「BRAVE10」
- 「龍族拼圖」
- 「忍者戰隊隱連者」
- 怪物彈珠
- 美男戰國-穿越時空之戀（配音：赤羽根健治）
- 「銀魂」猿飛菖蒲原型人物
- 「Crash Fever」
- 「仁王 」
- 「忍豆風雲3 」

## 外部連結
- 真田十勇士・猿飛佐助 （页面存档备份，存于）
- 立川文庫
- 猿飛佐助的故鄉 今治
- イケメン戦国 （页面存档备份，存于）